# Recherche maman désespérément
Pour plus de détails, voir Fiche technique et Distribution.
Recherche maman désespérément ou Un papa qui s'affiche au Québec (Billboard Dad), est un film américain réalisé par Alan Metter et sorti en 1998.

## Synopsis
Depuis la mort de sa femme, Max élève seul ses deux jumelles, Tess et Emily. Les jeunes filles sont parvenues à faire le deuil de cette perte mais pas leur père. Pour l'aider à retrouver le sourire, les jumelles tentent alors de lui trouver une nouvelle femme...

## Fiche technique
- Titre original : Billboard Dad
- Titre français : Recherche Maman Désespérément
- Titre québécois : Un papa qui s'affiche
- Édition : Warner Bros
- Réalisation : Alan Metter
- Scénario : Maria Jacquemetton
- Musique : David Michael Frank
- Format : Couleur - image 1.33 - son 4/3
- Pays : États-Unis
- Langue : Anglais
- Durée : 89 min.
- Dates de sortie :
  - Cinéma : 1998
  - DVD : 2004

## Distribution
- Mary-Kate Olsen (VF : Dorothée Pousséo ; VQ : Kim Jalabert) : Tess Tyler
- Ashley Olsen (VQ : Claudia-Laurie Corbeil) : Emily Tyler
- Tom Amandes (VQ : Jean-Luc Montminy) : Maxwell Tyler
- Jessica Tuck (VQ : Anne Bédard) : Brooke Anders
- Carl Banks (VQ : François L'Écuyer) : Nigel
- Ellen Ratner : Debbie
- Sam Saletta (VQ : Lawrence Arcouette) : Ryan
- Rafael Rojas III (VQ : Hugolin Chevrette-Landesque) : Cody
- Troian Bellisario (VQ : Geneviève Angers) : Kristen
- Angelique Parry : Julianne
- Bailey Chase (VQ : François Trudel) : Brad Thomas
- Vincent Bowman : Buzz Cut
- Debra Christofferson (VQ : Hélène Mondoux) : Autumn
- Lisa Montgomery : Enola Rubinstein
- Twink Caplan (VQ : Isabelle Miquelon) : Chelsea Myers
- Diana Morgan (en) : Katherine Buxbaum
- Amy Enuke : Skinny Model